# Reynaldo Hoffmann
Reynaldo Cristián Hoffmann Vargas (Valparaíso, Chile, 3 de octubre de 1947) es exfutbolista profesional y entrenador chileno que jugaba en la posición de delantero.
Fue el segundo jugador profesional de su familia, tras su hermano mayor Carlos Hoffmann, sus hijos Reinaldo Hoffmann Castro y Alejandro Hoffmann Castro y su sobrino nieto Mark González.
Es recordado por ser miembro del equipo del club Santiago Wanderers conocido como Los Panzers, cuadro que se tituló campeón de Primera División en 1968. También formó parte de cuadro campeón de Segunda División diez años más tarde.

## Selección chilena
Formó parte de la selección chilena para las eliminatorias a México 1970, donde Chile quedó eliminado. Jugó en las derrotas como visita ante Ecuador y Uruguay. Su último partido fue ante Brasil en 1970.

### Participaciones en eliminatorias a la Copa del Mundo
| Eliminatorias                    | Equipo            | Resultado |
| -------------------------------- | ----------------- | --------- |
| Eliminatorias Sudamericanas 1970 | Selección chilena | Eliminado |

## Clubes

### Como jugador
| Club                | País  | Año       |
| ------------------- | ----- | --------- |
| Santiago Wanderers  | Chile | 1966-1971 |
| Deportes Concepción | Chile | 1972-1974 |
| Unión Española      | Chile | 1975      |
| Naval               | Chile | 1976-1977 |
| Santiago Wanderers  | Chile | 1978      |
| Santiago Morning    | Chile | 1979      |
| Cobresal            | Chile | 1980-1981 |

### Como entrenador
| Club     | País  | Año       |
| -------- | ----- | --------- |
| Cobresal | Chile | 1989-1991 |

## Palmarés

### Como jugador

#### Campeonatos nacionales
| Título           | Club               | País  | Año  |
| ---------------- | ------------------ | ----- | ---- |
| Primera División | Santiago Wanderers | Chile | 1968 |
| Primera División | Unión Española     | Chile | 1975 |
| Segunda División | Santiago Wanderers | Chile | 1978 |